# Camponotus baldaccii
Camponotus baldaccii  (лат.) — вид муравьёв рода кампонотус (Camponotus) (подрод Tanaemyrmex) из подсемейства формицины (Formicinae).

## Распространение
Греция, Израиль, Иран, Саудовская Аравия, Турция.

## Описание
Тело желтовато или желтовато-бурое (около 1 см). Нижняя часть головы с немногочисленными отстоящими волосками, а скапус и щеки полностью без них. Грудь выпуклая. Проподеум округлый. Вид был впервые описан под названием Camponotus maculatus subsp. baldaccii Emery, 1908..